# Крестовник
Кресто́вник (лат. Senécio) — огромный по числу видов род семейства Астровые, самый крупный род среди всех цветковых растений. По современной классификации в него входят 1 544 подтвержденных вида, включая 20 видов гибридного происхождения, а также 849 неподтвержденных видов, встречающихся по всему миру и имеющих самые разнообразные жизненные формы — от однолетних трав до деревьев.

## Название
Научное родовое название происходит от лат. senex — «старый, лысый» — и объясняется тем, что корзинки после созревания семянок некоторое время стоят голыми, «лысыми».
Русское родовое название, возможно, объясняется внешним сходством крестовника обыкновенного (Senecio vulgaris) с кресс-салатом — Клоповником посевным (Lepidium sativum). Ещё в начале XX века официальным названием растения было Крестовик — так, к примеру, называлась статья в Энциклопедическом словаре Брокгауза и Ефрона.
Изредка в литературе по садоводству в качестве русского названия используется слово «сенецио» — транскрипция научного (латинского) названия рода.

## Распространение
Растения из рода Крестовник распространены повсеместно — от тропиков до арктических областей. Наибольшее видовое разнообразие наблюдается в Южной Америке, в Средиземноморье, а также в умеренных областях Азии и Северной Америки.

## Жизненные формы
Подавляющее большинство видов крестовника — однолетние или многолетние травы. Встречаются также лианы, кустарники и полукустарники. Некоторые виды из Южной Африки — суккуленты.
К древовидным крестовникам относятся несколько африканских видов, произрастающих в условиях высокогорья (например, на горе Килиманджаро). По форме это розеточные деревья, достигающие в высоту 10 м, — ствол этих растений почти не ветвится, а на верхушке находится крона листьев, похожая на розетку.

## Ботаническое описание

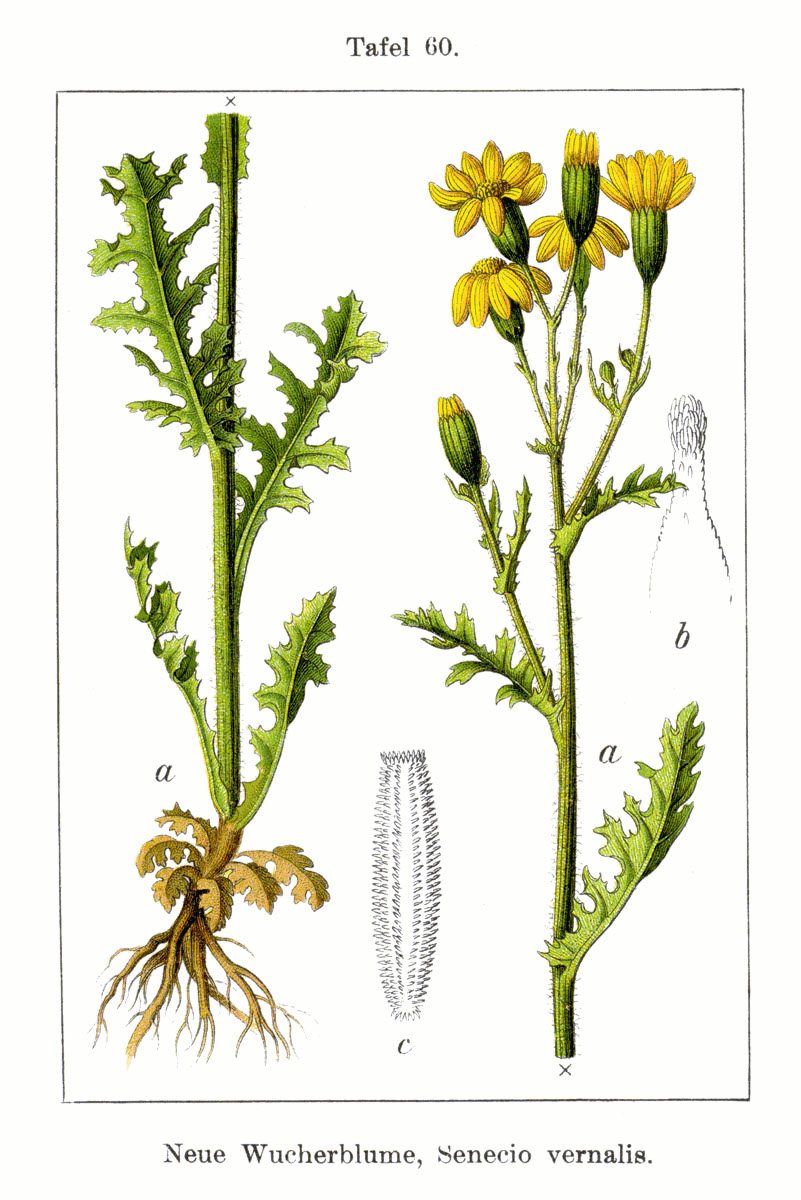
Крестовник весенний ([syn. Senecio vernalis]).

Листья располагаются поочерёдно. У большинства видов крестовника цветки собраны в соцветия на верхушках побегов и похожи на маргаритки (Bellis). Окраска цветков — жёлтая, оранжевая, красная, пурпурная, фиолетовая, синяя.
Срединные цветки — трубчатые, обоеполые, собраны в корзинки. Краевые цветки — язычковые, пестичные. Опыление обычно происходит с помощью насекомых.
Плод — семянка.

## Значение и применение
Имеются сведения о кормовом значении для 45 видов. Из них 7 видов отлично и хорошо поедаются в разных сезонах года, некоторые считаются нажировочными для северного оленя (Rangifer tarandus) и овец. Удовлетворительно поедаются 4 вида, плохо поедаются 8 видов, не поедаются скотом 12 видов. 14 видов не изучены в отношении поедаемости, но содержат алкалоиды и поэтому могут служить причиной отравления животных. В отношении некоторых установлено, что они ядовиты для крупного рогатого скота и лошадей.

### Применение в медицине
Многие виды крестовника вырабатывают алкалоиды, включая пирролизидиновые алкалоиды; нередко их содержание достаточно высоко, а потому может вызвать отравление у людей и животных. Но именно высокое содержание алкалоидов является причиной использования некоторых видов крестовника в качестве лекарственных растений, а также как сырья для производства медицинских препаратов.

### Применение в садоводстве
При выращивании крестовников как садовых растений в большинстве случаев требуется плодородная, хорошо дренированная почва.
Однолетние виды крестовника размножают семенами (нередко используется осеннюю посадку), многолетние виды — делением весной, кустарники — летом с помощью черенков.

## Классификация

### Таксономия[1]
Senecio L., 1753, Sp. Pl. 2: 866
Род Крестовник относится к семейству Астровые (Asteraceae) порядка Астроцветные (Asterales). Кладограмма в соответствии с Системой APG IV:
|  |                                      |  |                                   |                                   |                    |  | ещё 10 семейств |               |                |                                                          |
|  |                                      |  |                                   |                                   |                    |  |                 |               |                | 1 544 подтвержденных и 849 ожидающих подтверждения видов |
|  |                                      |  |                                   | порядок Астроцветные              |                    |  |                 |               | род Крестовник |                                                          |
|  |                                      |  |                                   | порядок Астроцветные              |                    |  |                 |               | род Крестовник |                                                          |
|  | отдел Цветковые, или Покрытосеменные |  |                                   |                                   | семейство Астровые |  |                 |               |                |                                                          |
|  | отдел Цветковые, или Покрытосеменные |  |                                   |                                   |                    |  |                 |               |                |                                                          |
|  |                                      |  | ещё 63 порядка цветковых растений | ещё 63 порядка цветковых растений |                    |  |                 | ещё 1804 рода | ещё 1804 рода  |                                                          |
|  |                                      |  |                                   | ещё 63 порядка цветковых растений |                    |  |                 |               | ещё 1804 рода  |                                                          |

## Виды
Некоторые из них:

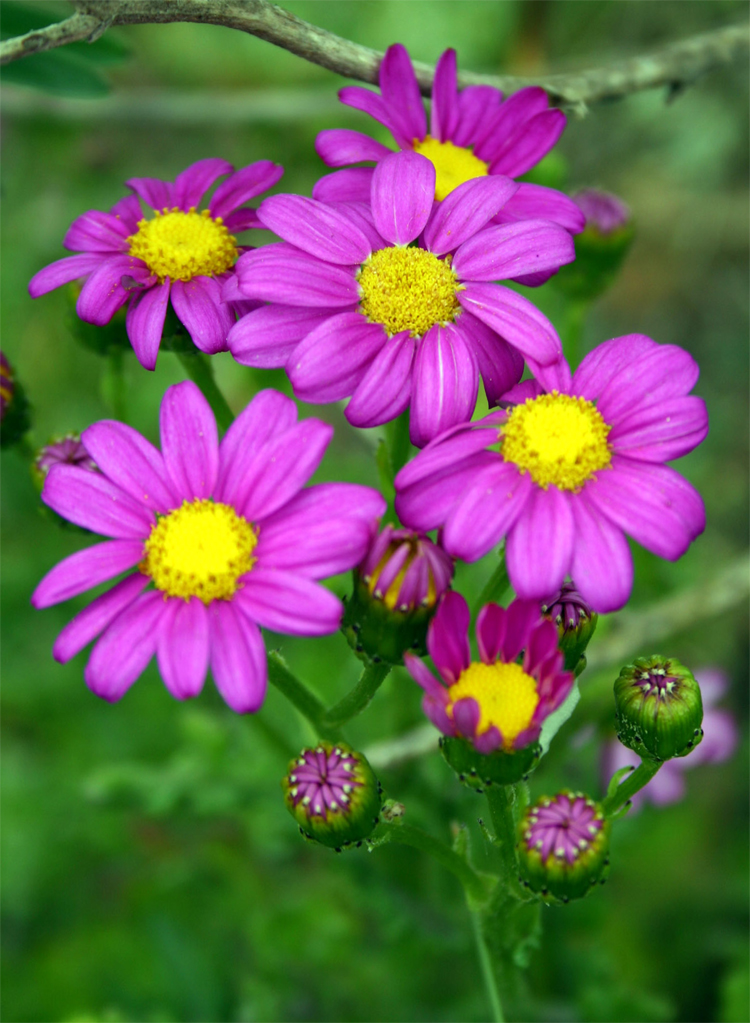
Крестовник изящный

- Крестовник весенний (Senecio vernalis) — распространённый евроазиатский и североафриканский одно- и двухлетний вид.
- Крестовник изящный (Senecio elegans). Однолетник из Южной Африки высотой до 60 см. Цветки пурпурно-розовые.
- Крестовник клейкий (Senecio viscosus). Однолетник высотой до 50 см из Европы.
- Крестовник крупноязычковый (Senecio macroglossus). Вечнозелёные вьющиеся растения из Южной Африки, Мозамбика и Зимбабве. Цветки бледно-жёлтые.
- Крестовник лесной (Senecio sylvaticus). Однолетник высотой до 50 см из Европы.
- Крестовник мучнистый (Senecio viravira). Полукустарник из Аргентины с серебристо-серой листвой. Цветки белые, с золотистым центром. Растение выдерживает небольшие морозы.
- Крестовник неясный (Senecio confusus). Вечнозелёные вьющиеся растения из Центральной Америки, достигающие в длину 6 м. Цветки красные.
- Крестовник нивяниколистный (Senecio leucanthemifolius). Наиболее известен подвид этого вида — Крестовник весенний (Senecio leucanthemifolius subsp. vernalis [syn. Senecio vernalis]), однолетник высотой до 45 см из Европы.
- Крестовник обыкновенный (Senecio vulgaris)typus[4]. Однолетник высотой до 30 см, растущий в умеренной полосе Евразии от Атлантического до Тихоокеанского побережья. Встречается чаще всего вблизи жилья, в огородах. Цветки жёлтые.
- Крестовник ползучий (Senecio serpens). Многолетний суккулент высотой до 30 см из Южной Африки. Цветки белые.
- Крестовник ромболистный (Senecio rhombifolius). Вид с Кавказа. Лекарственное растение.-->
- Крестовник сомнительный (Senecio dubitabilis). Однолетник высотой до 40 см из Европы.
- Крестовник тамовидный (Senecio tamoides). Лазящее растение из Южной Африки с суккулентными листьями. Цветки мелкие, ярко-жёлтые. Выдерживает небольшие морозы.
- Крестовник членистый (Senecio articulatus). Суккулент из Южной Африки высотой до 60 см Стебли серо-зелёные, многочисленные, ломкие. Цветки жёлто-белые.

На территории бывшего СССР встречается около 100 видов.
Некоторые виды, традиционно включавшиеся в род Крестовник, сейчас рассматриваются в составе рода Якобея (Jacobaea):
- Якобея обыкновенная (Jacobaea vulgaris). Вид, ранее известный под названием Крестовник Якова, или Крестовник луговой (Senecio jacobaea). Многолетнее или двулетнее растение высотой до полутора метров, распространённое в Европе и Сибири. Растёт на лугах, опушках лесов, в полях. Цветки жёлтые. Раньше этот вид использовался как лекарственное растение, сейчас доказано, что содержащиеся в нём алкалоиды являются канцерогенными.
- Якобея приморская (Jacobaea maritima). Вид, ранее известный под названием Крестовник пепельный (Senecio cineraria). Вечнозелёный кустарник или полукустарник высотой до 60 см. Цветки горчично-жёлтые. Вид устойчив к воздействию морских ветров; выдерживает небольшие отрицательные температуры.

Некоторые другие виды, ранее входившие в род Крестовник:
- Курио Роули (Curio rowleyanus). Многолетний суккулент с укореняющимися ползучими побегами родом из Южной Африки. Листья у растения имеют форму шариков диаметром около 6 мм. Выращивают этот вид обычно как ампельное растение. Устаревший синоним — Крестовник Роули.
- Dendrosenecio kilimanjari. Вид, ранее известный под названием Крестовник килиманджарский (Senecio kilimanjari). Розеточное дерево, растущее на горе Килиманджаро.
- Packera heterophylla. Вид, ранее известный под названием Крестовник резедолистный (Senecio resedifolius). Вид с Дальнего Востока с жёлтыми цветками.
- Telanthophora arborescens. Вид, ранее известный под названием Крестовник древовидный (Senecio arborescens). Вид из Коста-Рики, достигающий в высоту 6 м. Стебель древовидный, с крупными листьями. Цветки мелкие, жёлтые, с сильным запахом.